# Valerie Beral
 Dame Valerie Beral FMedSci (Sídney, 28 de julio de 1946 - 26 de agosto de 2022) fue una epidemióloga, académica y destacada especialista en epidemiología del cáncer de mama británica nacida en Australia. Fue profesora de Epidemiología,  miembro del Green Templeton College de Oxford y jefa de la Unidad de Epidemiología del Cáncer de la Universidad de Oxford y de Cancer Research UK desde 1989.  

## Primeros años y educación
Valerie Beral nació en Australia el 28 de julio de 1946.  Completó su título de MBBS y se graduó con honores de primera clase de la Universidad de Sydney en 1969. 
Luego, Beral pasó seis meses viajando por el " sendero hippie " a través de Asia, del cual dijo: "Eso me enseñó cuánto quería trabajar. Pero todavía quería irme de Australia".  Luego viajó a Inglaterra y solicitó con éxito un trabajo en el Hospital Hammersmith .[cita requerida]

## Carrera
En el Hospital Hammersmith, trabajó con Charles Fletcher, quien reconoció que era apta para la epidemiología y así la impulsó hacia la Escuela de Higiene y Medicina Tropical de Londres . Allí completó un curso combinado de Epidemiología y Estadística en 1971-72 bajo la tutela de Donald Reid . Beral se sintió muy cómoda con la mudanza porque nunca se había sentido feliz en la medicina clínica. Ella dice que "nunca había podido entender cómo sus pares podían estar tan seguros a la hora de tomar decisiones basándose en evidencia incompleta. La epidemiología no le ha ofrecido un escape a esa incertidumbre, sino la oportunidad de abordarla de frente".  Fue miembro del Real Colegio de Médicos .
Uno de los primeros intereses epidemiológicos de Beral fue la píldora anticonceptiva oral combinada debido al trabajo que había realizado anteriormente en planificación familiar. Beral pasó a otros proyectos, pero ésta es un área en la que los datos aún no respaldan su instinto inicial de que la píldora anticonceptiva, al igual que el embarazo, eventualmente demostrará que protege contra el cáncer de mama.  El trabajo posterior incluyó los efectos de la radiación, ensayos y exámenes de detección del cáncer de mama, SIDA, terapia genética, sobrevivientes de Hiroshima, Chernobyl, toxinas alimentarias y mucho más. El British Medical Journal describió su recuento de trabajos, publicaciones y comités como "como una lista de verificación de las causas epidemiológicas más famosas de las últimas tres décadas". 
Beral completó su formación en 1972 y comenzó a trabajar en la Escuela de Higiene y Medicina Tropical de Londres durante varios años. Desde allí pasó a dirigir la Unidad de Epidemiología del Cáncer de Cancer Research UK en la Universidad de Oxford en 1989. Beral dijo sobre la oferta para el puesto: "Uno de los mayores obstáculos cuando me ofrecieron el puesto en la ICRF en 1989 fue la idea de estar tan a la vista del público. No es mi naturaleza". Beral formó parte de varios comités internacionales de la Organización Mundial de la Salud y de la Academia Nacional de Ciencias de los Estados Unidos . También presidió el Comité Asesor sobre Detección del Cáncer de Mama del Departamento de Salud .

### Estudio de millones de mujeres
Beral fue una de las líderes del Estudio del Millón de Mujeres   que se inauguró en 1997 y ha reclutado a más de 1,3 millones de mujeres del Reino Unido mayores de 50 años a través de los centros de detección mamaria del NHS. El estudio investiga cómo la historia reproductiva de una mujer puede afectar su salud, con especial atención a los efectos de la terapia de reemplazo hormonal (TRH).  Es el estudio de este tipo más grande del mundo en el que participa una de cada cuatro mujeres del Reino Unido en el grupo de edad objetivo.  En agosto de 2003, el grupo de Beral publicó resultados que mostraban que tomar TRH aumenta el riesgo de que una mujer desarrolle cáncer de mama; se estima que 20.000 mujeres del Reino Unido de entre 50 y 64 años posiblemente desarrollaron la enfermedad entre 1993 y 2003 debido al uso de TRH.  El estudio también mostró que el riesgo aumenta cuanto más tiempo una mujer usa la TRH, pero cae al nivel normal dentro de los cinco años después de suspender su uso. 

## Honores y premios
- Medalla Donald Reid – En 2006, Beral fue reconocida por la Escuela de Higiene y Medicina Tropical de Londres por su trabajo innovador en epidemiología del cáncer y salud de la mujer, sobre todo a través del estudio Million Women, así como por sus contribuciones anteriores a la Escuela.
- Miembro honorario del Real Colegio de Obstetras y Ginecólogos (FRCOG) desde 2000.
- Doctor honoris causa en Medicina de la Universidad de Aberdeen en 2005.
- Miembro honorario de la Facultad de Medicina de Salud Pública de la Universidad de Aberdeen desde 2000.
- Miembro de la Royal Society (FRS) por sus contribuciones científicas a la epidemiología.
- Miembro de la Academia de Ciencias Médicas (FMedSci) desde 2009. [9]
- Dama Comendadora de la Orden del Imperio Británico (DBE) en los Honores de Año Nuevo 2010 .
- Compañero de la Orden de Australia (AC) en la Lista de Honores del Cumpleaños de la Reina de 2010 "por su eminente servicio a la medicina y la salud de la mujer a través de avances significativos en la investigación y la epidemiología del cáncer, a través de contribuciones fundamentales a las políticas de salud pública y como mentor de jóvenes científicos". [10]
- La National Portrait Gallery de Londres adquirió un retrato de Beral realizado por la fotógrafa Anne-Katrin Purkiss para su colección permanente en 2011. [11]

## Vida  y muerte
Beral vivía en Oxford con su marido estadounidense, Paul Fine, que trabajaba en la Escuela de Higiene y Medicina Tropical de Londres.  Beral mantenía estrechos vínculos con Australia pero "no podía imaginarse volver a vivir allí". Aparte de la preocupación de que Australia tuviera poco para su pareja, bromeó diciendo: "¡La población es demasiado pequeña!". para satisfacer sus necesidades como epidemióloga. Beral falleció el 26 de agosto de 2022, a la edad de 76 años, tras un año de enfermedad. Le sobrevivieron su esposo, sus dos hijos, dos nietos y su hermana. 